# Жамбеков, Сайд-Эми Абдулаевич
Сайд-Эми Абдулаевич Жамбеков (род. 13 января 1989) — российский дзюдоист чеченского происхождения, бронзовый призёр чемпионатов России 2012, 2015 и 2018 годов, чемпион России среди военнослужащих, призёр командного чемпионата Европы, призёр этапов Кубка Европы, призёр международных турниров. Выступал в полусредней (до 81 кг) и средней (до 90 кг) весовых категориях. Наставниками Жамбекова были И. В. Бахаев, Р. А. Бетигов и С. С. Газиев.

## Спортивные результаты
- Кубок губернатора Киевской области 2011 года — ;
- Чемпионат России по дзюдо 2012 года — ;
- Чемпионат России по дзюдо 2015 года — ;
- Этап Кубка Европы по дзюдо 2015 года — ;
- Чемпионат России по дзюдо 2018 года — ;